# NGC 841
NGC 841 este o liner situată în constelația Andromeda. A fost descoperită în 24 noiembrie 1883 de către Édouard Stephan⁠(d). Se află la o distanță de 55,21 de megaparseci de Pământ.